# Yarebanski jezici
Yarebanski jezici (privatni kod: yrbn), podskupina od (5) jugoistočnih papuanskih jezika s papue NG. Govore se na području provincije Oro. Predstavcnici su: 
- Aneme Wake ili mori, buniabura, auwaka, jari, doma [aby], 650 (1990 SIL).
- Bariji ili aga bereho [bjc], 460 (2000).
- Moikodi ili doriri [mkp], 570 (Wurm and Hattori 1981).
- Nawaru ili sirio [nwr], 190 (1990 SIL).
- Yareba ili middle musa [yrb], 750 (Wurm and Hattori 1981).

## Vanjske poveznice
- Ethnologue (14th)
- Ethnologue (15th)